# Karl von Zeppelin

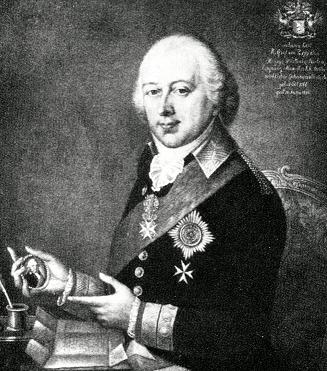
Karl Reichsgraf von Zeppelin

Reichsgraf Johann Karl von Zeppelin (* 15. Oktober 1766 in Güstrow; † 14. Juni 1801 in Stuttgart oder Ludwigsburg) war ein deutscher Adliger, Adjutant, Diplomat und 1797 bis 1801 der leitende Staatsminister im Dienste des Herzogs Friedrich von Württemberg. Das ganze Leben und Wirken Karl von Zeppelins war in ungewöhnlich intensiver Weise durch seinen Dienstherrn und Freund bestimmt.

## Herkunft
Karl von Zeppelin entstammte der mecklenburgischen Uradelsfamilie von Zeppelin, die sich ursprünglich Zepelin schrieb. Zahlreiche Angehörige dieses Adelsgeschlechts traten in den Kriegsdienst verschiedener europäischer Mächte. Zeppelin war das fünfte von dreizehn Kindern des pensionierten kurhannoveranischen Hauptmanns Melchior Johann Christoph von Zeppelin aus Thürkow-Appelhagen und der Friedericke Charlotte von Walsleben aus Lüsewitz bei Rostock in Mecklenburg. Karl von Zeppelin war ein älterer Bruder des späteren württembergischen Außenministers Ferdinand Ludwig von Zeppelin, welcher der Großvater des bedeutenden Luftschiffpioniers war.

## Werdegang im Dienste Friedrichs von Württemberg
Karl von Zeppelin trat 1780 in das herzogliche Pagenkorps in Schwerin ein, da er ursprünglich für den Militärdienst in Mecklenburg vorgesehen war. Im Jahre 1783 besuchte der damalige Prinz Friedrich von Württemberg den Herzog von Mecklenburg-Schwerin und lernte dort den fünfzehn Jahre alten Pagen Zeppelin kennen. Der Prinz bat ihn, mit ihm nach Russland zu gehen. Dort wurde Zeppelin noch im gleichen Jahr zum Leutnant ernannt. Er diente Prinz Friedrich, der russischer General in Cherson war, als Flügeladjutant. Aus diesem Dienstverhältnis entwickelte sich eine unverbrüchliche Freundschaft. Als Zeppelin bald nach der Ankunft in Cherson lebensgefährlich erkrankte, war es vor allem Prinz Friedrich selbst, der ihn wieder gesund pflegte. Im Jahre 1784 übersiedelte er mit dem Prinzen nach St. Petersburg und wurde Hauptmann und Generaladjutant. 1785 wurde Zeppelin erst achtzehnjährig zum Major im Regiment Tambow befördert, blieb aber Prinz Friedrich von Württemberg als Brigademajor zugeteilt.
Als es 1786 wegen familiärer Verstimmungen zum Bruch zwischen der Kaiserin Katharina der Großen und Prinz Friedrich kam, quittierte dieser seinen Dienst in Russland. Zeppelin folgte seinem Freund, musste jedoch seine frisch vermählte Braut zunächst bei den Schwiegereltern zurücklassen, um zusammen mit Prinz Friedrich die russische Grenze zu überschreiten. Die folgenden Jahre von 1787 bis 1789 begleitete Zeppelin den Prinzen auf dessen Reisen durch Deutschland, die Niederlande und Frankreich und sammelte reichhaltige diplomatische Erfahrungen. Dabei gewährte ihm Prinz Friedrich eine Jahresrente von 1600 Gulden. Herzog Carl Eugen von Württemberg ernannte Zeppelin 1788 zum wirklichen Kammerherrn. Im Jahre 1790 beauftragte ihn der Herzog mit der Überbringung des Wahldiploms an den neuen römischen Kaiser Leopold II. Dabei erwarb sich Zeppelin das Wohlwollen des Kaiserhauses. Leopolds Nachfolger, Kaiser Franz II., erhob Zeppelin mit Diplom vom 18. September 1792 in den erblichen Reichsgrafenstand.
Seit 1790 nahmen Prinz Friedrich und Zeppelin ihren ständigen Wohnsitz in Ludwigsburg. Mit dem Regierungsantritt von Herzog Friedrich Eugen wurde Zeppelin 1795 zum Oberhofmeister des Erbprinzen Friedrich ernannt und am Ende des Jahres als außerordentlicher Gesandter nach London geschickt. Sein Auftrag war es, die Ehe des Erbprinzen mit der englischen Prinzessin Charlotte Auguste Mathilde anzubahnen. Da Zeppelin diese Aufgabe erfolgreich erledigen konnte, wurde er am 12. Januar 1796 von Herzog Friedrich Eugen zum wirklichen adeligen Geheimen Rat ernannt.

## Diplomat und Staatsminister
Der Friede von Campo Formio und die bevorstehende Eröffnung des Rastatter Kongresses erforderten eine württembergische Gesandtschaft nach Wien, die Herzog Friedrich Eugen dem Reichsgrafen von Zeppelin übertrug. Auch diese schwierige Mission führte Zeppelin zu einem guten Ergebnis für Württemberg. Während sich Zeppelin in Wien aufhielt, starb Herzog Friedrich Eugen unerwartet am 23. Dezember 1797 und Zeppelins Gönner Friedrich wurde zum regierenden Herzog von Württemberg. Eine der ersten Regierungshandlungen des neuen Herzogs war die schon am 24. Dezember 1797 vollzogene Ernennung Zeppelins zu seinem Ersten Staats- und Konferenzminister und wirklichen Geheimen Rat, womit er ihn an die Spitze der Staatsgeschäfte stellte. Außerdem übertrug er ihm die Oberaufsicht über alle Hofdepartements und sämtliche herzoglichen Schlösser.

## Im Zweiten Koalitionskrieg

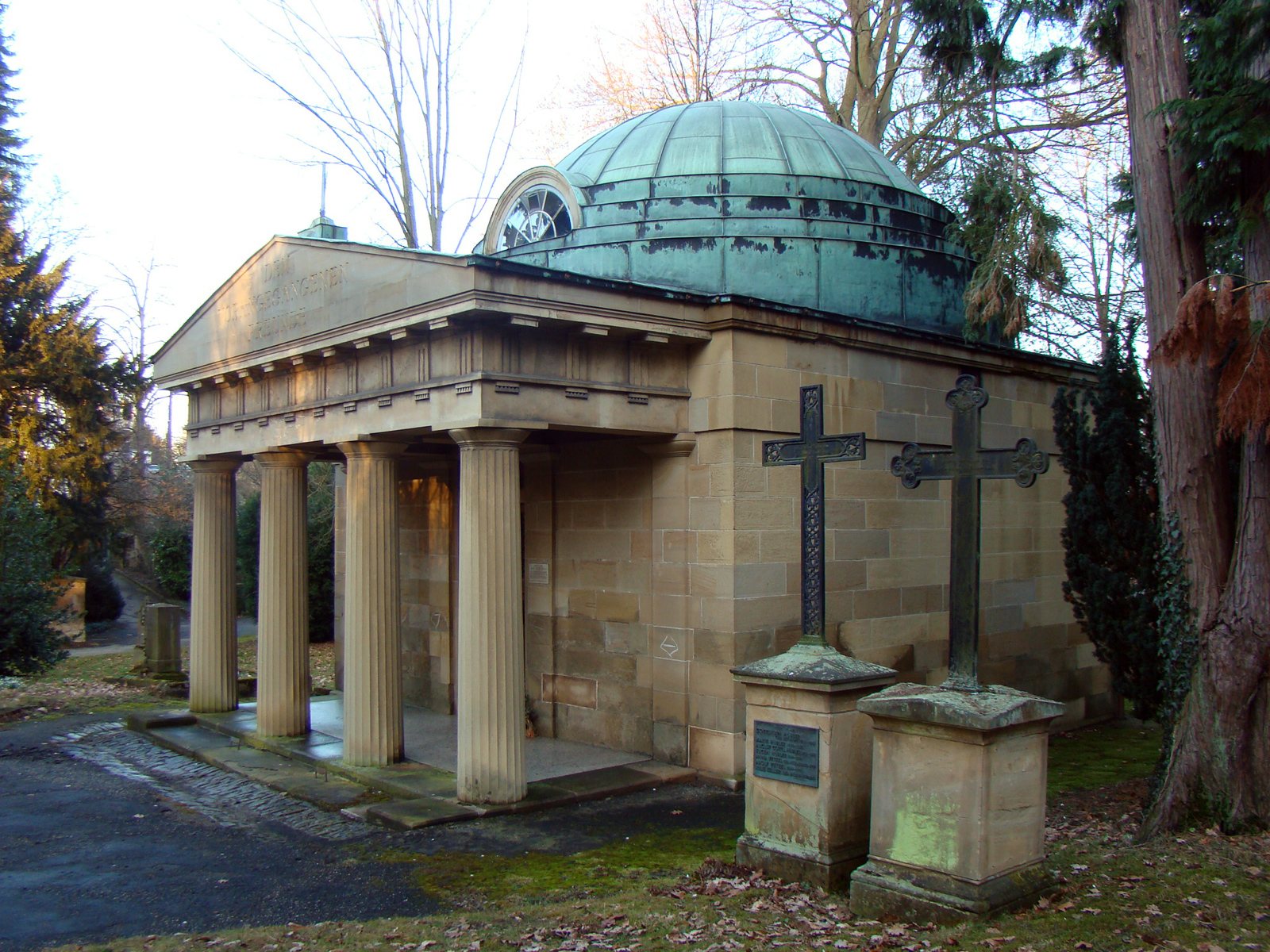
Zeppelin-Mausoleum im Alten Friedhof von Ludwigsburg

In seinen ersten Regierungsjahren nahm Herzog Friedrich von Württemberg eine ausgesprochen reichstreue Haltung ein. Am 7. April 1798 erklärte der Kaiser der Französischen Republik den Krieg. Die Württembergischen Landstände und Teile des Geheimen Rats stellten sich gegen Württembergs Teilnahme am neuen Reichskrieg. Zeppelin setzte sich dafür ein, dass Württemberg seinen militärischen Verpflichtungen nachkam und bekämpfte die auf Wahrung des Friedens bedachte Haltung der Stände. Zeppelin reiste nach Wien, um dort persönlich über die Bedingungen der Teilnahme Württembergs am Reichskrieg zu verhandeln. Dabei ging es auch um die Entschädigung der Württemberg im Ersten Koalitionskrieg durch die österreichische Armee entstandenen Kriegslasten. Außerdem bemühte Zeppelin sich um kaiserliche Unterstützung in dem mit den Ständen ausgebrochenen Konflikt. Am 12. Juli 1798 erfolgte ein kaiserliches Hofdekret, in welchem die württembergischen Stände zur Erfüllung ihrer Pflichten für das Reich aufgefordert wurden. Der Opposition im Geheimen Rat begegnete der Herzog durch die Entlassung dreier Mitglieder, insbesondere auch des Präsidenten. Am 12. August 1798 ernannte er Zeppelin zum Präsidenten des Geheimen Rats. Der Widerstand der Stände wurde am 30. November 1798 durch deren erzwungene Auflösung gebrochen. Am 17. Dezember 1798 erhielt das kaiserliche Generalkommando die Weisung, der württembergischen Regierung bei weiterem Widerstand der Landstände in Stuttgart notfalls auch militärische Unterstützung zu gewähren. Württemberg trieb seine Aufrüstung voran und setzte die Truppen des Herzogs gemäß den zwischen Zeppelin, dem kaiserlichen Hof und dem russischen Botschafter in Wien getroffenen Vereinbarungen ein. Der Kaiser ernannte Zeppelin bei der Abschiedsaudienz in Wien zu seinem Wirklichen Geheimen Rat. Herzog Friedrich setzte in Anerkennung für Zeppelins Verdienste ein lebenslanges Jahresgehalt von 2000 Gulden fest. Der anfangs für das Reich erfolgreiche Krieg nahm einen ungünstigeren Verlauf, als der aus Ägypten zurückgekehrte General Bonaparte die Österreicher in Italien binden konnte und gleichzeitig Moreau den in Süddeutschland kommandierenden österreichischen Feldzeugmeister Freiherrn Paul Kray von Krajova immer weiter zurückdrängte. Im Verlaufe dieses Zweiten Koalitionskrieges wurde Württemberg von französischen Truppen vollständig besetzt. Die gänzliche Entblößung Schwabens von Reichstruppen infolge von Moreaus Sieg bei Ulm erlaubte es dem Herzog von Württemberg nicht, länger in seinem Land zu bleiben. Er begab sich in neutrales Gebiet ins preußische Erlangen, wohin ihm auch Zeppelin folgte. Die großen Anstrengungen, welche der Verlauf des Kriegs Zeppelin abverlangte, begünstigten den Ausbruch eines Fiebers, das ihn im April 1801 in Erlangen niederwarf. Zwar erholte er sich durch die Pflege des Herzogs so weit, dass er diesem bald nachreisen konnte. Mit dem Abschluss des Friedens von Luneville war die Rückkehr nach Württemberg möglich geworden. Am 25. Mai 1801 war Zeppelin Zeuge des Einzugs von Herzog Friedrich in dessen Stuttgarter Residenz. Danach fiel Zeppelin erneut in ein schweres Fieber, welchem er am 14. Juni erlag.

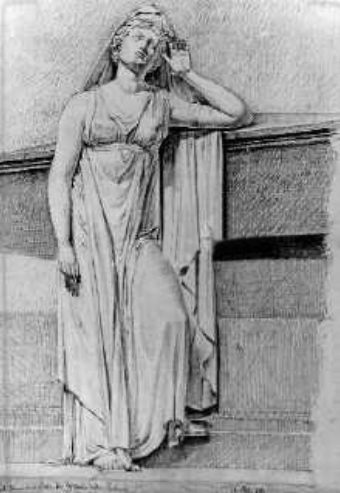
Statue der „trauernden Freundschaft“ am Grabmal Zeppelins – Studie von Eduard von Kallee, 1838

 Die Beisetzung Zeppelins fand am 17. Juni 1801 unter großem militärischem Aufgebot in Ludwigsburg statt. Zunächst wurde Zeppelin in der evangelischen Schlosskapelle beigesetzt. Auf dem heutigen Alten Friedhof in Ludwigsburg ließ Herzog Friedrich durch den Hofbaumeister Thouret ein Mausoleum errichten. Auf den Prunksarg stützt sich eine weibliche Figur, die 1804 von Johann Heinrich Dannecker in Carrara-Marmor ausgeführt wurde und „die trauernde Freundschaft“ symbolisieren sollte. Die aufrecht an den Sarkophag hingelehnte Gestalt mit zur Seite geneigtem Haupt soll eine ernste und tiefe, aber nicht fassungslose Trauer des Herzogs zu seinem Freund ausdrücken.

## Nachwirkungen
Die Verhandlungserfolge Zeppelins in Wien zeigten erst nach seinem Tod ihre volle Wirkung. Sie legten den Grund für die Entschädigung Württembergs auf dem Reichsdeputationshauptschluss, der für Württemberg neben Gebietserweiterungen als Kompensation für linksrheinische Verluste auch die Kurfürstenwürde für den Herzog und den Übergang verschiedener Reichsämter mit sich brachte.

## Familie
Karl von Zeppelin heiratete in Russland am 2. Januar 1787 Katharine Ulrike Freiin von Delwigk (* 1770; † 1802). Sie war die Tochter des in russischen Diensten stehenden Generalleutnants Thure Karl Freiherr von Delwigk. Nach der Hochzeit dauerte es noch anderthalb Jahre, ehe Zeppelins Schwiegereltern ihre bereits vermählte Tochter aus ihrer Obhut entließen und zu ihm nach Deutschland nachreisen ließen. Das Ehepaar Zeppelin hatte zwei Kinder, die seit 1802 als Waisen vom württembergischen Königspaar in Pflege genommen wurden. Der Sohn Johann Friedrich Carl von Zeppelin-Aschhausen wurde mit den Rittergütern Aschhausen und Buchhof belehnt. Die Tochter Wilhelmine (* 8. Januar 1791; † 22. Dezember 1872) wurde 1807 mit dem Grafen Ludwig von Taube vermählt, nach dem Tod ihres ersten Mannes heiratete sie am 24. Februar 1821 den Freiherren Philipp Ludwig von Haynau († 5. Juni 1843).

## Ehrungen
- Herzog Friedrich Eugen nahm ihn am 17. August 1796 in den großen herzoglichen Orden auf.
- Die Stadt Oxford ernannte Zeppelin anlässlich der Vermählung des Prinzen Friedrich mit der Prinzessin Charlotte Mathilde am 3. Mai 1797 zu ihrem Ehrenbürger.
- Paul von Russland verlieh ihm am 12. August 1799 das Großkreuz des Malteserordens